# Alenia Aermacchi
Alenia Aermacchi – wiodąca włoska firma w projektowaniu i produkcji wojskowych samolotów treningowych. Założona w 1913 roku, zajmowała się też produkcją motocykli do lat 70. XX wieku. Alenia Aermacchi jest w stanie zaoferować szeroki wachlarz produktów spełniających wymagania wszystkich faz treningu pilotów wojskowych. Od 2016 część Leonardo S.p.A.

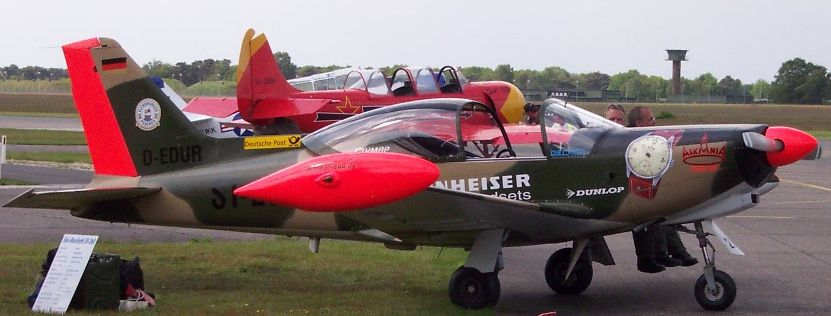
Aermacchi SF-260.

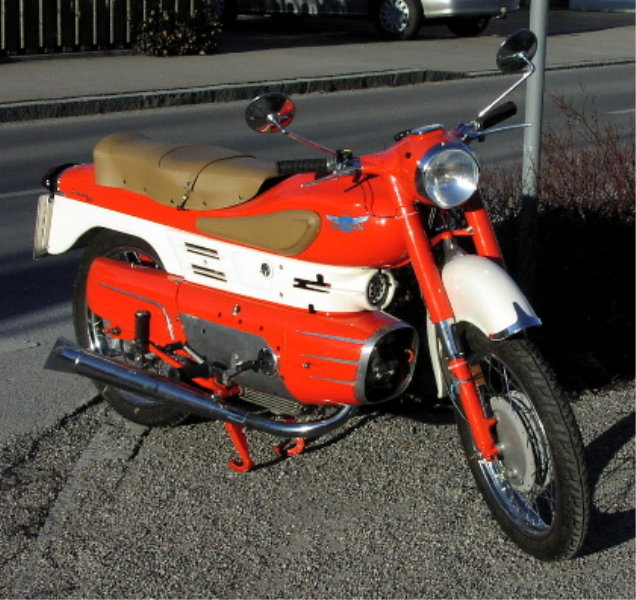
Aermacchi Chimera 175 (1957).

## Historia

### Do II wojny światowej
Założona 1 maja 1913 przez Giulia Macchiego, jednego z czterech braci Macchi, którzy posiadali fabrykę karoserii samochodowych. Firma powstała we współpracy z francuską Societe Anonyme des Establissements Nieuport, która była dostarczycielem licencji na samolot Nieuport 11. Pierwotna nazwa firmy brzmiała Società Anonima Nieuport-Macchi; do 1915 wyprodukowała 160 Nieuportów 11, a w czasie I wojny światowej łącznie 731 samolotów lądowych i 1807 wodnosamolotów.
W 1919 firma usamodzielniła się od wytwórni samochodowej i przyjęła nazwę Macchi, zmienioną następnie na Aeronautica Macchi S.p.A. W latach 1920. produkowała łodzie latające, m.in. M.39, która w 1926 wygrała Puchar Schneidera. Późniejsza konstrukcja, MC.72, ustanowiła w 1934 do dziś nie pobity rekord świata prędkości wodnosamolotu z silnikiem tłokowym, osiągając 709 km/h.
W latach 1930. Aeronautica Macchi miała kłopoty finansowe, związane z nierentowną produkcją krótkoseryjnych, cywilnych łodzi latających i przetrwała dzięki budowie na licencji szkolnych samolotów Caproni Ca.100. Firma odzyskała dobrą kondycję, gdy Regia Aeronautica ogłosiła plany modernizacji parku myśliwskiego. Mimo pierwotnej porażki w konkursie na nowoczesny myśliwiec (wygrał Fiat G.50), firmie udało się zainteresować siły zbrojne samolotem MC.200 Saetta, który stał się jednym z głównych myśliwców włoskich II wojny światowej. Jego następcami były również budowane w długich seriach Macchi MC.202 i Macchi MC.205.

### Okres po II wojnie światowej
Po II wojnie światowej firma zmieniła nazwę na AerMacchi.
Alenia Aermacchi dotąd sprzedała 2000 samolotów treningowych do ponad 40 krajów i brała udział w głównych międzynarodowych programach współpracy militarnej. Doświadczenie zdobyte w sektorze wojskowym pozwoliło tej firmie rozszerzyć swoją działalność także na pole lotnictwa cywilnego, które obecnie stanowi 35% jej obrotów.
W lipcu 2003 Alenia Aermacchi została włączona do grupy Finmeccanica, która powiększyła swoje udziały do 99% kapitału akcyjnego. Firma jest zlokalizowana w miejscowości Venegono Superiore w prowincji Varese. Zatrudnienie wynosi około 1800 pracowników, a łączna powierzchnia zakładów około 274 000 m². Obiekty obejmują laboratoria i warsztaty do testów strukturalnych oraz tunele powietrzne i wodne obok lotniska wykorzystywanego do lotów testowych.
Dzięki wysokim kwalifikacjom załogi oraz wykorzystywaniu najnowocześniejszych technologii Alenia Aermacchi zawsze projektowała i wdrażała swoje samoloty samodzielnie. Od swojego powstania firma ciągle rozszerza i wzmacnia działalność, dążąc do zajęcia czołowych miejsc w sektorach treningu wojskowego, programach wojskowych oraz programach cywilnych.

## Wybrane konstrukcje
- Macchi M.7(inne języki)
- Macchi M.33(inne języki)
- Macchi M.39(inne języki)
- Macchi M.52(inne języki)
- Macchi M.67(inne języki)
- Macchi MC.72(inne języki)

- Macchi MC.200
- Macchi MC.202
- Macchi MC.205

- Aermacchi AM.3(inne języki)
- Aermacchi AL-60
- Aermacchi MB-326
- Aermacchi MB-335
- Aermacchi MB-338(inne języki)
- Aermacchi MB-340
- Aermacchi S-211

- Aermacchi M-346
- Aermacchi MB-339
- Aermacchi M-311(inne języki)
- Aermacchi SF-260(inne języki)
- Aermacchi M-290 RediGO

### Motocykle Aermacchi
- Aermacchi Ala d'Oro 350 DOHC
- Aermacchi Ala Verde(inne języki)
- Aermacchi Chimera(inne języki)